# Malformacje macicy
Malformacje macicy – grupa wad wrodzonych macicy, powstałych wskutek zaburzenia rozwoju przewodów Müllera w embriogenezie. Występują u około 1% kobiecej populacji, są jednak niedodiagnozowane z powodu często bezobjawowego przebiegu. Część z nich objawia się zaburzeniami miesiączkowania, bólem, pierwotną niepłodnością lub niemożnością utrzymania ciąży. Wady budowy macicy stwierdza się u około 12% pacjentek z poronieniami nawykowymi. U 30% ciężarnych z wadami rozwojowymi narządu rodnego występuje niewydolność cieśniowo-szyjkowa.

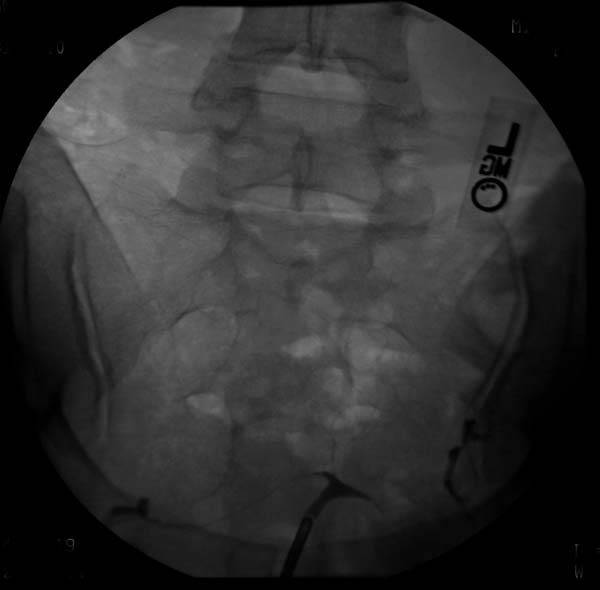
Histerosalpingogram T-kształtnej macicy związanej z ekspozycją płodu na DES (klasa VII)

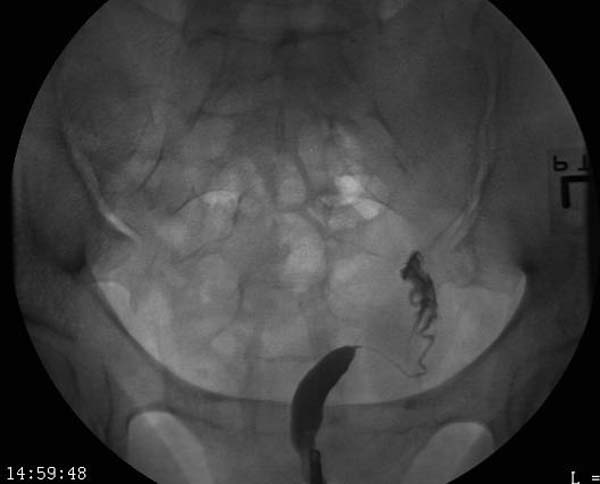
Histerosalpingogram macicy jednorożnej

## Podział
| Klasa | Opis |
| I     | Agenezja lub hipoplazja struktur wywodzących się z przewodów Müllera |
| ----- | --- |
| A.    | Pochwy |
| B.    | Szyjki macicy |
| C.    | Trzonu macicy |
| D.    | Jajowodów |
| E.    | Postaci złożone |
| II.   | Macica jednorożna (uterus unicornis) |
| A.    | Z rogiem szczątkowym z jamą - jama rogu szczątkowego łączy się z jamą główną macicy (komunikujący róg szczątkowy) - jama rogu szczątkowego bez połączenia z główna jamą macicy (niekomunikujący róg szczątkowy) |
| B.    | Z rogiem szczątkowym bez jamy |
| C.    | Bez rogu szczątkowego |
| III.  | Macica podwójna (uterus didelphys) |
| IV.   | Macica dwurożna (uterus bicornis) |
| A.    | Całkowicie do poziomu ujścia wewnętrznego |
| B.    | Częściowo |
| V.    | Macica podzielona |
| A.    | Z przegrodą całkowitą (uterus septus) |
| B.    | Z przegrodą częściową (uterus subseptus) |
| VI.   | Macica łukowata (uterus arcuatus) |
| VII.  | Wady macicy związane z wewnątrzmaciczną ekspozycją na dietylstilbestrol (DES) |

## Objawy
Obraz kliniczny jest zróżnicowany i zależy od rodzaju posiadanej wady. Najczęstszymi objawami są:
- zaburzenia miesiączkowania
- ból
- pierwotna niepłodność
- nawykowe poronienia
- porody przedwczesne
- powikłania w przebiegu porodu

## Rozpoznanie
W diagnostyce wad macicy stosuje się:
- badanie ginekologiczne
- ultrasonografię (USG)
- histerosalpingografię (HSG)
- histeroskopię
- laparoskopię
- tomografię rezonansu magnetycznego (MRI)

## Klasyfikacja ICD10
| kod ICD10     | nazwa choroby                                                                |
| ------------- | ---------------------------------------------------------------------------- |
| ICD-10: Q51   | Wrodzone wady rozwojowe macicy i szyjki macicy                               |
| ICD-10: Q51.0 | Niewytworzenie i zanik macicy                                                |
| ICD-10: Q51.1 | Zdwojenie macicy wraz ze zdwojeniem szyjki i pochwy                          |
| ICD-10: Q51.2 | Inne zdwojenie macicy                                                        |
| ICD-10: Q51.3 | Macica dwurożna                                                              |
| ICD-10: Q51.4 | Macica jednorożna                                                            |
| ICD-10: Q51.5 | Niewytworzenie i zanik szyjki macicy                                         |
| ICD-10: Q51.6 | Zarodkowa torbiel szyjki macicy                                              |
| ICD-10: Q51.7 | Wrodzona przetoka między macicą a przewodem pokarmowym lub drogami moczowymi |
| ICD-10: Q51.8 | Inne wrodzone wady rozwojowe macicy i szyjki                                 |
| ICD-10: Q51.9 | Wrodzona wada rozwojowa macicy i szyjki, nie określona                       |